# 比尤納維斯塔特設鎮區 (密歇根州)
比尤納維斯塔特設鎮區（英語：Buena Vista Charter Township）是位於美國密歇根州薩吉諾縣的一個特設鎮區。

## 地方資料
比尤納維斯塔特設鎮區的面積為93.80平方千米，當中陸地面積為93.20平方千米，而水域面積為0.60平方千米。根據2020年美國人口普查的數據，當地共有人口7664人，而人口密度為每平方千米81.71人。